# 2003–2004-es magyar jégkorongbajnokság
A 67. első osztályú jégkorongbajnokságban hat csapat indult el. A mérkőzéseket 2003. október 13. és 2004. március 15. között rendezték meg.

## Az alapszakasz végeredménye
|    | Csapat          | M  | GY | GYH | VH | V | GK    | Pont |
| -- | --------------- | -- | -- | --- | -- | - | ----- | ---- |
| 1. | Alba Volán      | 10 | 9  | 0   | 1  | 0 | 62-20 | 28   |
| 2. | Dunaújvárosi AC | 10 | 7  | 2   | 0  | 1 | 87–19 | 25   |
| 3. | Ferencvárosi TC | 10 | 6  | 0   | 1  | 3 | 60–36 | 19   |
| 4. | Újpesti TE      | 10 | 4  | 0   | 0  | 6 | 37–59 | 12   |
| 5. | Miskolci JJSE   | 10 | 1  | 0   | 0  | 9 | 27–77 | 3    |
| 6. | Győri ETO HC    | 10 | 1  | 0   | 0  | 9 | 21–83 | 3    |

Az első három helyezett csapat a felsőházba jutott

## A felsőházi rájátszás végeredménye
|    | Csapat          | M | GY | GYH | VH | V | GK    | Pont |
| -- | --------------- | - | -- | --- | -- | - | ----- | ---- |
| 1. | Alba Volán      | 8 | 7  | 0   | 1  | 0 | 38-14 | 22   |
| 2. | Dunaújvárosi AC | 8 | 3  | 2   | 0  | 3 | 33-32 | 13   |
| 3. | Ferencvárosi TC | 8 | 0  | 0   | 1  | 7 | 33-32 | 13   |

A csapatok az egymás elleni eredményeiket magukkal hozták az alapszakaszból.
Az első két csapat a döntőbe jutott.

## Az alsóházi rájátszás végeredménye
|    | Csapat        | M | GY | GYH | VH | V | GK    | Pont |
| -- | ------------- | - | -- | --- | -- | - | ----- | ---- |
| 4. | Újpesti TE    | 8 | 8  | 0   | 0  | 0 | 54–28 | 24   |
| 5. | Győri ETO HC  | 8 | 3  | 0   | 0  | 5 | 27–41 | 9    |
| 6. | Miskolci JJSE | 8 | 1  | 0   | 0  | 7 | 29–41 | 3    |

A csapatok az egymás elleni eredményeiket magukkal hozták az alapszakaszból.
Az alsóház győztese a harmadik helyért játszhatott.

## Helyosztók
Döntő: Alba Volán - Dunaújvárosi Acélbikák 4-1 (3-2 b., 0-6, 2-3, 0-1, 3-1)
Harmadik helyért: Ferencvárosi TC - Újpesti TE 2-0 (7-2, 3-5)

## A bajnokság végeredménye
1. Alba Volán-FeVita

2. Dunaújvárosi Acélbikák

3. Újpesti TE

4. Ferencvárosi TC

5. ETO HC Rudolph Logistik Gruppe Győr

6. Miskolci Jegesmedve JSE

## Az Alba Volán bajnokcsapata
Barabás Miklós, Becze Zoltán, Bernei Gergely, Borostyán Gergely, Budai Krisztián, Csibi József, Dunai István, Fedor Pavol, Fodor Szabolcs, Gazdag Péter, Gergely Csaba, Gergely Zsombor, Gröschl Tamás, Kangyal Balázs, Kovács Csaba, Majoross Gergely, Markó Attila, Molnár Ádám, Ocskay Gábor, Ondrejcik Rasztiszlav, Óvári Zoltán, Palkovics Krisztián, Rajz Attila, Rusznyák Karol, Sille Tamás, Simon Csaba, Srnka Lukas, Svasznek Bence, Szuna Roland, Tőkési Lajos
vezetőedző: Pat Cortina

## A bajnokság különdíjasai
- A legjobb kapus: Budai Krisztián (Alba Volán-FeVita)
- A legjobb hátvéd: Tokaji Viktor (Dunaújvárosi AC)
- A legjobb csatár: Ladányi Balázs(Dunaújvárosi AC)
- A legjobb külföldi játékos: Karol Rusznyák (Alba Volán-FeVita)
- A legtechnikásabb játékos (Miklós Kupa): Ocskay Gábor (Alba Volán-FeVita)
- A legeredményesebb játékos: Ladányi Balázs (Dunaújvárosi AC) 38 pont (14+24)

## Külső hivatkozások
- a Magyar Jégkorong Szövetség hivatalos honlapja